# Astragalus pattersonii
Astragalus pattersonii är en ärtväxtart som beskrevs av Asa Gray. Astragalus pattersonii ingår i släktet vedlar, och familjen ärtväxter. Inga underarter finns listade i Catalogue of Life.